# 寡蕊扁担杆
寡蕊扁担杆（学名：Grewia oligandra）是锦葵科扁担杆属的植物。分布于中南半岛以及中国大陆的广西、广东等地，目前尚未由人工引种栽培。